# Ostańce Jerzmanowickie

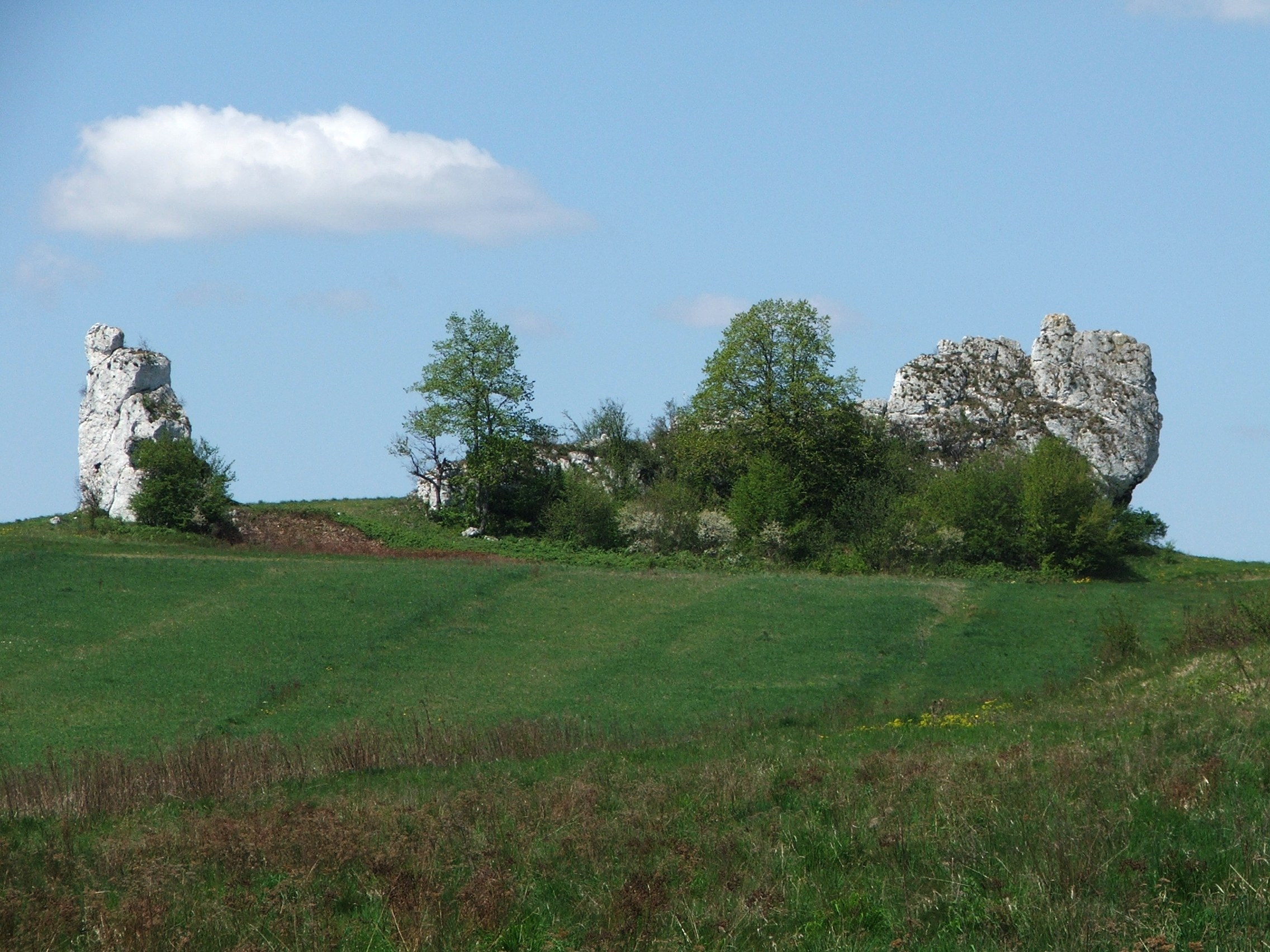
Słup i Soczewka

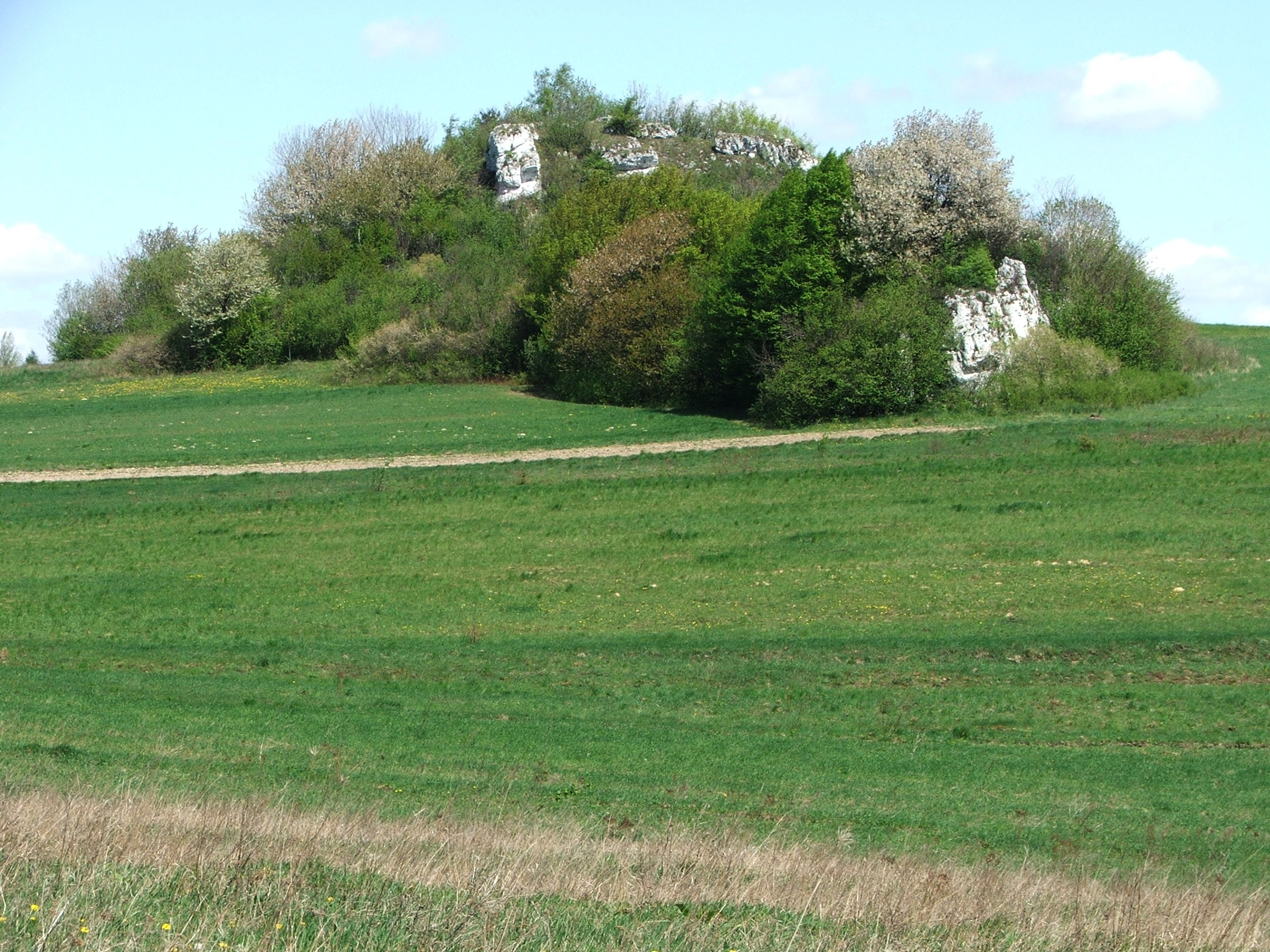
Wielka Skała

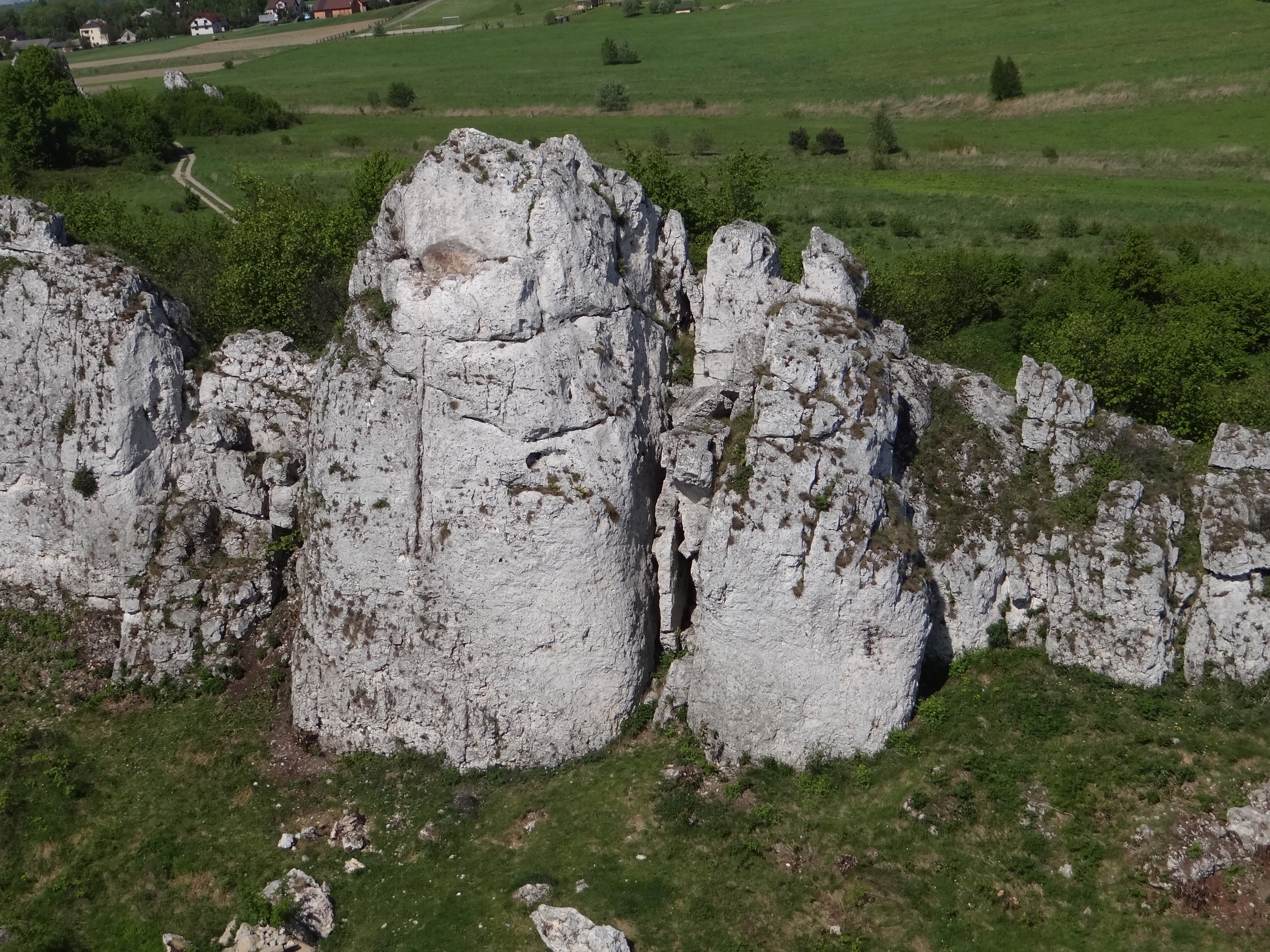
Mały Mur

Ostańce Jerzmanowickie – pojedyncze skały wapienne oraz grupy skał znajdujące się na wierzchowinie Wyżyny Olkuskiej w górnej części Doliny Będkowskiej i Doliny Szklarki. Są to tereny wsi Jerzmanowice w woj. małopolskim. Teren, na którym znajdują się Ostańce Jerzmanowickie należy do Parku Krajobrazowego Dolinki Krakowskie.
Większość z tych skał to  ostańce wierzchowinowe, wznoszące się ponad otaczający teren od kilku do ok. 20 metrów. Mają fantastyczne kształty i zwykle przynajmniej część ścian bardzo stromych. Do skał tych należą m.in.:
- Babia Skała
- Cielęca Skała
- Cisówki
- Dębiny
- Dziewczynka
- Fijołkowa Skała
- Goła Skała
- Grodzisko (Skała 502)
- Jedlina
- Kapucyn
- Kozia Skała
- Łaziska
- Łysa (Fiala)
- Łyse Skały
- Mały Mur
- Ogrodzieniec
- Olszówka
- Ostatnia
- Ostra Skała
- Ostry Kamień
- Polna Skałka
- Psiklatka
- Sikorka
- Słup
- Soczewka
- Sokołowe Skały
- Śpiewacza Skała
- Wielka Skała

Jedna z nich – Grodzisko czyli Skała 502 jest najwyższym wzniesieniem Wyżyny Olkuskiej i drugim w kolejności wzniesieniem Jury Krakowsko-Częstochowskiej (513 m). Niektóre z tych skał udostępnione są do wspinaczki skałkowej. Wszystkie mają status pomnika przyrody.